# Elezioni del Consiglio della contea di Oxfordshire
Le elezioni del Consiglio della contea di Oxfordshire si svolgono ogni quattro anni.

## Controllo politico
- Conservatore 1973–1985
- Nessun controllo generale 1985–2005
- Conservatore 2005–2013
- Nessun controllo generale 2013–presente

## Elezioni del Consiglio
- Elezione del Consiglio della contea di Oxfordshire, 1973
- Elezione del Consiglio della contea di Oxfordshire, 1977
- Elezione del Consiglio della contea di Oxfordshire, 1981
- Elezione del Consiglio della contea di Oxfordshire, 1985
- Elezione del Consiglio della contea di Oxfordshire, 1989
- Elezione del Consiglio della contea di Oxfordshire, 1993
- Elezione del Consiglio della contea di Oxfordshire, 1997
- Elezione del Consiglio della contea di Oxfordshire, 2001
- Elezione del Consiglio della contea di Oxfordshire, 2005
- Elezione del Consiglio della contea di Oxfordshire, 2009
- Elezione del Consiglio della contea di Oxfordshire, 2013
- Elezione del Consiglio della contea di Oxfordshire, 2017

## Mappe dei risultati della contea

Mappa dei risultati del 2009
Mappa dei risultati del 2013
Mappa dei risultati del 2017

## Risultati delle elezioni

### 1997-2001
| Risultati delle elezioni a Wolvercote, 7 maggio 1998 | Risultati delle elezioni a Wolvercote, 7 maggio 1998 | Risultati delle elezioni a Wolvercote, 7 maggio 1998 | Risultati delle elezioni a Wolvercote, 7 maggio 1998 | Risultati delle elezioni a Wolvercote, 7 maggio 1998 | Risultati delle elezioni a Wolvercote, 7 maggio 1998 |
| ---------------------------------------------------- | ---------------------------------------------------- | ---------------------------------------------------- | ---------------------------------------------------- | ---------------------------------------------------- | ---------------------------------------------------- |
| Partito                                              | Partito                                              | Candidato                                            | Voti                                                 | %                                                    | ±                                                    |
|                                                      | Liberal Democratico                                  |                                                      | 1085                                                 | 47.4                                                 | +4.9                                                 |
|                                                      | Conservatore                                         |                                                      | 582                                                  | 25.4                                                 | +0.4                                                 |
|                                                      | Laburista                                            |                                                      | 352                                                  | 15.4                                                 | -5.7                                                 |
|                                                      | Verde                                                |                                                      | 270                                                  | 11.8                                                 | +0.4                                                 |
| Maggioranza                                          | Maggioranza                                          | Maggioranza                                          | 503                                                  | 22                                                   |                                                      |
| Partecipanti al voto                                 | Partecipanti al voto                                 | Partecipanti al voto                                 | 2289                                                 |                                                      |                                                      |
|                                                      | Liberal Democratico mantenuto                        |                                                      | Oscillazione elettorale                              |                                                      |                                                      |

| Risultati delle elezioni a Temple Cowley, 28 ottobre 1999 | Risultati delle elezioni a Temple Cowley, 28 ottobre 1999 | Risultati delle elezioni a Temple Cowley, 28 ottobre 1999 | Risultati delle elezioni a Temple Cowley, 28 ottobre 1999 | Risultati delle elezioni a Temple Cowley, 28 ottobre 1999 | Risultati delle elezioni a Temple Cowley, 28 ottobre 1999 |
| --------------------------------------------------------- | --------------------------------------------------------- | --------------------------------------------------------- | --------------------------------------------------------- | --------------------------------------------------------- | --------------------------------------------------------- |
| Partito                                                   | Partito                                                   | Candidato                                                 | Voti                                                      | %                                                         | ±                                                         |
|                                                           | Liberal Democratico                                       |                                                           | 537                                                       | 42.5                                                      | -9.0                                                      |
|                                                           | Laburista                                                 |                                                           | 520                                                       | 41.1                                                      | +5.8                                                      |
|                                                           | Conservatore                                              |                                                           | 124                                                       | 9.8                                                       | +1.3                                                      |
|                                                           | Verde                                                     |                                                           | 83                                                        | 6.6                                                       | +1.9                                                      |
| Maggioranza                                               | Maggioranza                                               | Maggioranza                                               | 17                                                        | 1.4                                                       |                                                           |
| Partecipanti al voto                                      | Partecipanti al voto                                      | Partecipanti al voto                                      | 1264                                                      | 22.8                                                      |                                                           |
|                                                           | Liberal Democratico guadagna da Laburista                 |                                                           | Oscillazione elettorale                                   |                                                           |                                                           |

| Risultati delle elezioni a West, 28 ottobre 1999 | Risultati delle elezioni a West, 28 ottobre 1999 | Risultati delle elezioni a West, 28 ottobre 1999 | Risultati delle elezioni a West, 28 ottobre 1999 | Risultati delle elezioni a West, 28 ottobre 1999 | Risultati delle elezioni a West, 28 ottobre 1999 |
| ------------------------------------------------ | ------------------------------------------------ | ------------------------------------------------ | ------------------------------------------------ | ------------------------------------------------ | ------------------------------------------------ |
| Partito                                          | Partito                                          | Candidato                                        | Voti                                             | %                                                | ±                                                |
|                                                  | Laburista                                        |                                                  | 630                                              | 40.0                                             | -0.7                                             |
|                                                  | Liberal Democratico                              |                                                  | 597                                              | 37.9                                             | +8.1                                             |
|                                                  | Verde                                            |                                                  | 198                                              | 12.6                                             | -7.6                                             |
|                                                  | Conservatore                                     |                                                  | 127                                              | 8.1                                              | -1.2                                             |
|                                                  | Indipendente                                     |                                                  | 22                                               | 1.4                                              | +1.4                                             |
| Maggioranza                                      | Maggioranza                                      | Maggioranza                                      | 33                                               | 2.1                                              |                                                  |
| Partecipanti al voto                             | Partecipanti al voto                             | Partecipanti al voto                             | 1574                                             | 26.0                                             |                                                  |
|                                                  | Laburista mantenuto                              |                                                  | Oscillazione elettorale                          |                                                  |                                                  |

| Risultati delle elezioni a Banbury Ruscote, 16 dicembre 1999 | Risultati delle elezioni a Banbury Ruscote, 16 dicembre 1999 | Risultati delle elezioni a Banbury Ruscote, 16 dicembre 1999 | Risultati delle elezioni a Banbury Ruscote, 16 dicembre 1999 | Risultati delle elezioni a Banbury Ruscote, 16 dicembre 1999 | Risultati delle elezioni a Banbury Ruscote, 16 dicembre 1999 |
| ------------------------------------------------------------ | ------------------------------------------------------------ | ------------------------------------------------------------ | ------------------------------------------------------------ | ------------------------------------------------------------ | ------------------------------------------------------------ |
| Partito                                                      | Partito                                                      | Candidato                                                    | Voti                                                         | %                                                            | ±                                                            |
|                                                              | Conservatore                                                 |                                                              | 348                                                          | 48                                                           | +27.0                                                        |
|                                                              | Laburista                                                    |                                                              | 314                                                          | 43.9                                                         | -20.1                                                        |
|                                                              | Liberal Democratico                                          |                                                              | 58                                                           | 8.1                                                          | -6.9                                                         |
| Maggioranza                                                  | Maggioranza                                                  | Maggioranza                                                  | 29                                                           | 4.1                                                          |                                                              |
| Partecipanti al voto                                         | Partecipanti al voto                                         | Partecipanti al voto                                         | 715                                                          | 12.8                                                         |                                                              |
|                                                              | Conservatore guadagna da Laburista                           |                                                              | Oscillazione elettorale                                      |                                                              |                                                              |

| Risultati delle elezioni a Sonning Common, 16 dicembre 1999 | Risultati delle elezioni a Sonning Common, 16 dicembre 1999 | Risultati delle elezioni a Sonning Common, 16 dicembre 1999 | Risultati delle elezioni a Sonning Common, 16 dicembre 1999 | Risultati delle elezioni a Sonning Common, 16 dicembre 1999 | Risultati delle elezioni a Sonning Common, 16 dicembre 1999 |
| ----------------------------------------------------------- | ----------------------------------------------------------- | ----------------------------------------------------------- | ----------------------------------------------------------- | ----------------------------------------------------------- | ----------------------------------------------------------- |
| Partito                                                     | Partito                                                     | Candidato                                                   | Voti                                                        | %                                                           | ±                                                           |
|                                                             | Liberal Democratico                                         |                                                             | 731                                                         | 47                                                          | +19.8                                                       |
|                                                             | Conservatore                                                |                                                             | 651                                                         | 41.9                                                        | -10.3                                                       |
|                                                             | Laburista                                                   |                                                             | 172                                                         | 11.1                                                        | -4.1                                                        |
| Maggioranza                                                 | Maggioranza                                                 | Maggioranza                                                 | 80                                                          | 5.1                                                         |                                                             |
| Partecipanti al voto                                        | Partecipanti al voto                                        | Partecipanti al voto                                        | 1554                                                        | 26.0                                                        |                                                             |
|                                                             | Liberal Democratico guadagna da Conservatore                |                                                             | Oscillazione elettorale                                     |                                                             |                                                             |

### 2001-2005
| Risultati delle elezioni a Wolvercote, 2 maggio 2002 | Risultati delle elezioni a Wolvercote, 2 maggio 2002 | Risultati delle elezioni a Wolvercote, 2 maggio 2002 | Risultati delle elezioni a Wolvercote, 2 maggio 2002 | Risultati delle elezioni a Wolvercote, 2 maggio 2002 | Risultati delle elezioni a Wolvercote, 2 maggio 2002 |
| ---------------------------------------------------- | ---------------------------------------------------- | ---------------------------------------------------- | ---------------------------------------------------- | ---------------------------------------------------- | ---------------------------------------------------- |
| Partito                                              | Partito                                              | Candidato                                            | Voti                                                 | %                                                    | ±                                                    |
|                                                      | Liberal Democratico                                  |                                                      | 1 063                                                | 40.4                                                 | +9.7                                                 |
|                                                      | Verde                                                |                                                      | 769                                                  | 29.2                                                 | -5.2                                                 |
|                                                      | Conservatore                                         |                                                      | 530                                                  | 20.1                                                 | +0.0                                                 |
|                                                      | Laburista                                            |                                                      | 271                                                  | 10.3                                                 | -3.7                                                 |
| Maggioranza                                          | Maggioranza                                          | Maggioranza                                          | 294                                                  | 11.2                                                 |                                                      |
| Partecipanti al voto                                 | Partecipanti al voto                                 | Partecipanti al voto                                 | 2 633                                                | 47.4                                                 |                                                      |
|                                                      | Liberal Democratico guadagna da Verde                |                                                      | Oscillazione elettorale                              |                                                      |                                                      |

| Risultati delle elezioni a Deddington, 3 ottobre 2002 | Risultati delle elezioni a Deddington, 3 ottobre 2002 | Risultati delle elezioni a Deddington, 3 ottobre 2002 | Risultati delle elezioni a Deddington, 3 ottobre 2002 | Risultati delle elezioni a Deddington, 3 ottobre 2002 | Risultati delle elezioni a Deddington, 3 ottobre 2002 |
| ----------------------------------------------------- | ----------------------------------------------------- | ----------------------------------------------------- | ----------------------------------------------------- | ----------------------------------------------------- | ----------------------------------------------------- |
| Partito                                               | Partito                                               | Candidato                                             | Voti                                                  | %                                                     | ±                                                     |
|                                                       | Conservatore                                          |                                                       | 1 172                                                 | 59.6                                                  | +7.8                                                  |
|                                                       | Liberal Democratico                                   |                                                       | 588                                                   | 30.0                                                  | +7.0                                                  |
|                                                       | Laburista                                             |                                                       | 205                                                   | 10.4                                                  | +10.4                                                 |
| Maggioranza                                           | Maggioranza                                           | Maggioranza                                           | 584                                                   | 29.6                                                  |                                                       |
| Partecipanti al voto                                  | Partecipanti al voto                                  | Partecipanti al voto                                  | 1 965                                                 | 25.2                                                  |                                                       |
|                                                       | Conservatore mantenuto                                |                                                       | Oscillazione elettorale                               |                                                       |                                                       |